# Vernayini
Vernayini – monotypowe plemię ssaków z podrodziny myszy (Murinae) w obrębie rodziny myszowatych (Muridae). 

## Rozmieszczenie geograficzne
Plemię obejmuje gatunki występujące w Chińskiej Republice Ludowej i Mjanmie.

## Morfologia
Długość ciała (bez ogona) 58–80 mm, długość ogona 100–140 mm, długość ucha 17 mm, długość tylnej stopy 16–18 mm; brak danych dotyczących masy ciała.

## Systematyka
Plemię wyodrębnił w 2025 roku zespół chińskich biologów (Liu Shaoying, Zhao Songping, Liu Shaoying i Chen Shunde) w artykule zatytułowanym Nowe spojrzenie na filogenezę mitogenomiczną i historię ewolucji Murinae (Rodentia, Muridae) z opisem nowego plemienia opublikowanym na łamach „ZooKeys”. Rodzaj Vernaya zdefiniował w 1941 roku amerykański teriolog i paleontolog Harold Elmer Anthony w artykule zatytułowanym Ssaki zebrane przez ekspedycję Vernay-Cutting do Birmy opublikowanym na łamach „Field Museum of Natural History”. Gatunkiem typowym jest (oryginalne oznaczenie) koromyszka ruda (V. fulva). 

### Etymologia
- Vernaya: Arthur Stannard Vernay (1877–1960), angielsko/amerykański przedsiębiorca, kolekcjoner, filantrop, powiernik Amerykańskiego Muzeum Historii Naturalnej[10].
- Octopodomys: gr. οκτω oktō ‘osiem’[11]; πους pous, ποδος podos ‘stopa’[12]; μυς mus, μυος muos ‘mysz’[13]. Gatunek typowy (oryginalne oznaczenie): Chiropodomys fulvus G.M. Allen, 1927

### Podział systematyczny
Do plemienia należy jeden rodzaj z następującymi występującymi współcześnie gatunkami:
| Grafika | Gatunek             | Autor i rok opisu                                                                         | Nazwa zwyczajowa | Podgatunki         | Rozmieszczenie geograficzne | Podstawowe wymiary                              | Status IUCN |
| ------- | ------------------- | ----------------------------------------------------------------------------------------- | ---------------- | ------------------ | --- | ----------------------------------------------- | ----------- |
|         | Vernaya fulva       | G.M. Allen, 1927                                                                          | koromyszka ruda  | gatunek monotypowy | Chińska Republika Ludowa (zachodni Junnan) do północnej Mjanmy; zakres wysokości: 2100–3300 m n.p.m. | DC: 5,4–8 cm DO: 11,2–14,3 cm MC: brak danych   | LC          |
|         | Vernaya foramena    | Wang Youzhi, 1980                                                                         |                  | gatunek monotypowy | endemit Chińskiej Republiki Ludowej: góry Qin Ling w północnym Syczuanie, południowym Gansu i południowo-zachodnim Shaanxi; również środkowy i zachodni Syczuan oraz północno-wschodnim Chongqing; zakres wysokości: 1200–3000 m n.p.m. | DC: 5,4–7,3 cm DO: 10–12,5 cm MC: brak danych   | NE          |
|         | Vernaya meiguites   | Zhao Songping, Li Binbin V., Wang Xuming, Jiang Xuelong, Liu Shaoying & Chen Shunde, 2023 |                  | gatunek monotypowy | endemit Chińskiej Republiki Ludowej: góry Hengduan Shan, Syczuan | DC: 5,8–7,6 cm DO: 12,5–13,2 cm MC: brak danych | NE          |
|         | Vernaya nushanensis | Zhao Songping, Liu Yingxun, Jian Xuelong, Liu Shaoying & Chen Shunde, 2023                |                  | gatunek monotypowy | endemit Chińskiej Republiki Ludowej: góry Junnanu; zakres wysokości: 2700–3750 m n.p.m. | DC: 6,9–7,5 cm DO: 11,3–13,3 cm MC: brak danych | NE          |

Kategorie IUCN:  LC  – gatunek najmniejszej troski;  NE  – gatunki niepoddane jeszcze ocenie.
Opisano również gatunki wymarłe w plejstocenie na terenie dzisiejszej Chińskiej Republiki Ludowej:
- Vernaya giganta Zheng Shaohua, 1993
- Vernaya prefulva Zheng Shaohua, 1993
- Vernaya pristina Zheng Shaohua, 1993
- Vernaya wushanica Zheng Shaohua, 1993